# Lost Reavers
Lost Reavers (ロストリーバース, Rosuto Rībāsu) est un jeu multijoueur en téléchargement gratuit développé et édité par Bandai Namco pour la console Wii U. Le jeu est exclusivement distribué via le Nintendo eShop, et utilise le Nintendo Network. Un test beta a eu lieu au Japon du 3 septembre 2015 au 13 septembre 2015 suivi de la sortie commerciale le 2 décembre 2015. Le jeu a aussi connu une beta à l'international, à partir du 14 avril 2016 jusqu'au 26 avril. Sa sortie officielle est le 28 avril 2016.

## Système de jeu
Au cours d'une session, quatre joueurs peuvent contrôler un des quatre personnages du jeu : Sayuri, Dwayne, Victoria, et Shadowstalker - travaillant en coop dans des missions sur des cartes à plusieurs régions et apporter des trésors appelées Reliques. Les joueurs s'affrontent contre des vagues de morts-vivants, incluant des boss géants, pour compléter ides régions, résoudre des casse-têtes, et déplacer des Reliques à un certain point. Pendant l'escorte d'une Relique, un joueur sera vulnérable et devra dépendre de son équipe pour se protéger. Il y a un système de jeu pour battre et se défendre contre les ennemis appelé Multi-View Action System, incluant des attaques de mêlée, tir à la troisième personne (caméra de dos et sur l'épaule), et du tir à la première personne. Si un joueur est défait, il peut se faire remettre sur pied par ses partenaires, sinon si tous les joueurs sont défaits, la mission est un échec. Pour compléter une mission, la Relique doit atteindre un certain point sur la carte.

## Accueil
- Nintendo Life : 5/10[1]